# Symfonie nr. 48 (Haydn)
De Symfonie nr. 48 is een symfonie van Joseph Haydn, gecompeerd tussen 1768 en 1770. De symfonie heeft als gangbare bijnaam Maria Theresia, aangezien de symfonie mogelijk werd gecomponeerd ter gelegenheid van het bezoek van Maria Theresia van Oostenrijk.
Het is een typisch werk uit de Sturm und Drang-periode van Haydn.

## Bezetting
- 2 hobo's
- 1 fagot
- 1 hoorn in C
- 1 hoorn in F
- Strijkers

Later werd nog een partij voor de trompetten en de pauken toegevoegd, alhoewel kenners het er niet over eens zijn of het nu van de hand van Haydn of niet is.

## Delen
Het werk bestaat uit vier delen:
1. Allegro
2. Adagio (in F majeur)
3. Menuetto en trio: Allegretto
4. Finale: Allegro

1 · 2 · 3 · 4 · 5 · 6 (Le Matin) · 7 (Le Midi) · 8 (Le Soir) · 9 · 10 · 11 · 12 · 13 · 14 · 15 · 16 · 17 · 18 · 19 · 20 · 21 · 22 (De Filosoof) · 23 · 24 · 25 · 26 (Lamentatione) · 27 · 28 · 29 · 30 (Halleluja) · 31 (Hoornsignaal) · 32 · 33 · 34 · 35 · 36 · 37 · 38 (Echo) · 39 · 40 · 41 · 42 · 43 (Mercurius) · 44 (Treursymfonie) · 45 (Afscheidssymfonie) · 46 · 47 (Palindroom) · 48 (Maria Theresia) · 49 (La Passione) · 50 · 51 · 52 · 53 (L'Impériale) · 54 · 55 (De schoolmeester) · 56 · 57 · 58 · 59 (Vuursymfonie) · 60 (Il distratto) · 61 · 62 · 63 (La Roxelane) · 64 (Tempora mutantur) · 65 · 66 · 67 · 68 · 69 (Laudon) · 70 · 71 · 72 · 73 (La chasse) · 74 · 75 · 76 · 77 · 78 · 79 · 80 · 81

88 · 89 · 90 · 91 · 92 (Oxford)

- Bibliothèque nationale de France: cb14828554r (data)
- Gemeinsame Normdatei: 30007025X
- Library of Congress Control Number: n81133616
- MusicBrainz work: 8fab9500-04fe-49c4-af8a-b1cad904330c
- Nationale Bibliotheek van Israël: 987007442059805171
- Virtual International Authority File: 292884536